# Tour der australischen Rugby-Union-Nationalmannschaft nach Südafrika 1969
| Tour der Wallabies nach Südafrika 1969 | Tour der Wallabies nach Südafrika 1969 | Tour der Wallabies nach Südafrika 1969 | Tour der Wallabies nach Südafrika 1969 | Tour der Wallabies nach Südafrika 1969 |
| Übersicht                              | S                                      | G                                      | U                                      | N                                      |
| -------------------------------------- | -------------------------------------- | -------------------------------------- | -------------------------------------- | -------------------------------------- |
| Test Matches                           | 04                                     | 0                                      | 0                                      | 04                                     |
| Sonstige Spiele                        | 22                                     | 15                                     | 0                                      | 07                                     |
| Gesamt                                 | 26                                     | 15                                     | 0                                      | 11                                     |
|                                        |                                        |                                        |                                        |                                        |
| Südafrika                              | 04                                     | 0                                      | 0                                      | 04                                     |

Die Tour der australischen Rugby-Union-Nationalmannschaft nach Südafrika 1969 umfasste eine Reihe von Freundschaftsspielen der Wallabies, der Nationalmannschaft Australiens in der Sportart Rugby Union. Das Team reiste im Juli und August 1961 durch Südafrika und bestritt während dieser Zeit sechs Spiele. Dazu gehörten zwei Test Matches gegen die Springboks, die beide mit Niederlagen endeten.
Es handelte sich um die letzte Tour der Wallabies nach Südafrika für mehr als zwei Jahrzehnte, da die Australian Rugby Union nach den zum Teil gewalttätigen Anti-Apartheid-Protesten während der Australien-Tour der Springboks 1971 sämtliche sportlichen Beziehungen zu Südafrika abbrach und diese erst 1992 nach dem Ende der Apartheid wieder aufnahm. Den Grundstein zu diesen Protesten hatte unter anderem ein Leserbrief des Nationalspielers Anthony Abrahams gelegt, der am 12. Oktober 1969 im Sydney Morning Herald veröffentlicht wurde. Seinem Boykottaufruf schlossen sich sechs weitere Nationalspieler an.

## Spielplan
- Hintergrundfarbe grün = Sieg
- Hintergrundfarbe rot = Niederlage

(Test Matches sind grau unterlegt; Ergebnisse aus der Sicht Australiens)
| #  | Datum              | Gegner                    | Ort            | Stadion                 | Ergebnis |
| -- | ------------------ | ------------------------- | -------------- | ----------------------- | -------- |
| 01 | 01. Juli 1969      | Eastern Transvaal         |                |                         | 27:13    |
| 02 | 03. Juli 1969      | Orange Free State Country |                |                         | 47:9     |
| 03 | 05. Juli 1969      | Griqualand West           | Kimberley      | De Beers Stadium        | 13:21    |
| 04 | 08. Juli 1969      | Rhodesien                 | Salisbury      |                         | 16:11    |
| 05 | 10. Juli 1969      | South Western Districts   | Mossel Bay     | van Riebeck Stadium     | 31:23    |
| 06 | 12. Juli 1969      | Natal                     | Durban         | Kings Park Stadium      | 14:19    |
| 07 | 15. Juli 1969      | Country Districts         |                |                         | 13:12    |
| 08 | 19. Juli 1969      | Eastern Province          | Port Elizabeth | Boet Erasmus Stadium    | 17:0     |
| 09 | 22. Juli 1969      | Border                    | East London    | Border Ground           | 22:9     |
| 10 | 26. Juli 1969      | Gazelles                  |                |                         | 27:17    |
| 11 | 29. Juli 1969      | Far North                 | Pietersburg    |                         | 26:0     |
| 12 | 02. August 1969    | Südafrika                 | Johannesburg   | Ellis Park Stadium      | 11:30    |
| 13 | 06. August 1969    | Boland                    | Wellington     | Boland Park             | 3:12     |
| 14 | 09. August 1969    | Western Province          | Kapstadt       | Newlands Stadium        | 14:9     |
| 15 | 13. August 1969    | Central Universities      |                |                         | 26:11    |
| 16 | 16. August 1969    | Südafrika                 | Durban         | Kings Park Stadium      | 9:16     |
| 17 | 20. August 1969    | North Eastern Districts   |                |                         | 12:11    |
| 18 | 23. August 1969    | Orange Free State         | Bloemfontein   | Free State Stadium      | 25:14    |
| 19 | 27. August 1969    | Western Transvaal         | Potchefstroom  | Olën Park               | 6:19     |
| 20 | 31. August 1969    | Northern Transvaal        | Pretoria       | Loftus Versfeld Stadium | 3:13     |
| 21 | 02. September 1969 | Südwestafrika             | Windhoek       | National Stadium        | 38:8     |
| 22 | 06. September 1969 | Südafrika                 | Kapstadt       | Newlands Stadium        | 3:11     |
| 23 | 11. September 1969 | North Western Cape        |                |                         | 37:6     |
| 24 | 13. September 1969 | Transvaal                 | Johannesburg   | Ellis Park Stadium      | 14:23    |
| 25 | 16. September 1969 | Combined Services         |                |                         | 3:19     |
| 26 | 20. September 1969 | Südafrika                 | Bloemfontein   | Free State Stadium      | 8:19     |

## Test Matches
| 2. August 1969 | Südafrika                                                                                | 30 : 11        | Australien                                                        | Ellis Park Stadium, Johannesburg Zuschauer: 68.000 Schiedsrichter: Pieter Robbertse (Südafrika) |
| 2. August 1969 | Versuche: Ellis Greyling Nomis (2) Roux Erhöhungen: Visagie (3) Straftritte: Visagie (3) | (19:6) Bericht | Versuche: Forman Erhöhungen: Rosenblum Straftritte: Rosenblum (2) | Ellis Park Stadium, Johannesburg Zuschauer: 68.000 Schiedsrichter: Pieter Robbertse (Südafrika) |

Aufstellungen:
- Südafrika: Tommy Bedford, Gabriel Carelse, Dawie de Villiers , Henry de Villiers, Frik du Preez, Jan Ellis, Jannie Engelbrecht, Piet Greyling, Hannes Marais, Mof Myburgh, Sydney Nomis, Eben Olivier, Mannetjies Roux, Piet Visagie, Donald Walton 
 Auswechselspieler: Piet Uys
- Australien: Owen Butler, John Cole, Gregory Davis , Terry Forman, Stuart Gregory, John Hipwell, Barry Honan, Arthur McGill, Roy Prosser, Peter Reilly, Hugh Rose, Rupert Rosenblum, Jim Roxburgh, Philip Smith, Bruce Taafe 
 Auswechselspieler: Geoffrey Shaw

| 16. August 1969 | Südafrika                                                                      | 16 : 9        | Australien                | Kings Park Stadium, Durban Zuschauer: 40.000 Schiedsrichter: Max Baise (Südafrika) |
| 16. August 1969 | Versuche: Engelbrecht (2) Visagie Erhöhungen: Visagie (2) Straftritte: Visagie | (8:6) Bericht | Straftritte: Ballesty (3) | Kings Park Stadium, Durban Zuschauer: 40.000 Schiedsrichter: Max Baise (Südafrika) |

Aufstellungen:
- Südafrika: Tommy Bedford , Gabriel Carelse, Henry de Villiers, Frik du Preez, Jan Ellis, Jannie Engelbrecht, Piet Greyling, Hannes Marais, Mof Myburgh, Sydney Nomis, Eben Olivier, Mannetjies Roux, Piet Uys, Piet Visagie, Donald Walton
- Australien: John Ballesty, Owen Butler, Hugh Rose, John Cole, Paul Darveniza, Gregory Davis , Terry Forman, John Hipwell, Barry Honan, Rodney Kelleher, Steve Knight, Arthur McGill, Roy Prosser, Peter Reilly, Jim Roxburgh

| 6. September 1969 | Südafrika                                                        | 11 : 3        | Australien            | Newlands Stadium, Kapstadt Zuschauer: 38.000 Schiedsrichter: Solomon Baise (Südafrika) |
| 6. September 1969 | Versuche: Ellis Visagie Erhöhungen: Visagie Straftritte: Visagie | (5:0) Bericht | Straftritte: Ballesty | Newlands Stadium, Kapstadt Zuschauer: 38.000 Schiedsrichter: Solomon Baise (Südafrika) |

Aufstellungen:
- Südafrika: Tommy Bedford , Gabriel Carelse, Henry de Villiers, Dirk de Vos, Andre de Wet, Jan Ellis, Piet Greyling, Hannes Marais, Gert Muller, Mof Myburgh, Sydney Nomis, Eben Olivier, Gys Pitzer, Mannetjies Roux, Piet Visagie
- Australien: John Ballesty, John Cole, Paul Darveniza, Gregory Davis , Terry Forman, Stuart Gregory, John Hipwell, Barry Honan, Rodney Kelleher, Arthur McGill, Roy Prosser, Peter Reilly, Hugh Rose, Rupert Rosenblum, Jim Roxburgh

| 20. September 1969 | Südafrika                                                        | 19 : 8        | Australien            | Free State Stadium, Bloemfontein Zuschauer: 60.000 Schiedsrichter: Cas de Bruyn (Südafrika) |
| 20. September 1969 | Versuche: Ellis Visagie Erhöhungen: Visagie Straftritte: Visagie | (6:3) Bericht | Straftritte: Ballesty | Free State Stadium, Bloemfontein Zuschauer: 60.000 Schiedsrichter: Cas de Bruyn (Südafrika) |

Aufstellungen:
- Südafrika: Tommy Bedford , Gabriel Carelse, Henry de Villiers, Dirk de Vos, Andre de Wet, Jan Ellis, Piet Greyling, Hannes Marais, Gert Muller, Mof Myburgh, Sydney Nomis, Eben Olivier, Gys Pitzer, Mannetjies Roux, Piet Visagie
- Australien: John Ballesty, John Cole, Paul Darveniza, Gregory Davis , Terry Forman, Stuart Gregory, John Hipwell, Barry Honan, Rodney Kelleher, Arthur McGill, Roy Prosser, Peter Reilly, Hugh Rose, Rupert Rosenblum, Jim Roxburgh